# Kakujay Károly (mérnök)
Kakulay Károly, teljes nevén: Kakujay Károly István (Nagykikinda, 1863. január 8. – Budapest, 1960. június 3.) gépészmérnök, országgyűlési pótképviselő, törvényszéki hites szakértő. 

## Életútja
Atyja Kakujay Károly Brassó vármegyei királyi tanfelügyelő, anyja Schiessel Anna. Temesvárott érettségizett, majd Budapesten műegyetemi tanulmányokat folytatott és gépészmérnöki oklevelet szerzett. Ennek megszerzése után állami szolgálatba lépett. 1887-ben kezdte meg postai szolgálatát, a soproni postaigazgatósághoz került, mint postatiszt. 1889-ben temesvári, 1894-ben a kassai, egy évvel később pedig a pozsonyi postaigazgatósághoz helyezték át műszaki előadónak. Temesvárott mint építésvezető, megépítette több város távbeszélő hálózatát és az első országos interurbán vonal Szeged-Temesvár-Arad-i szakaszát. 1896-ban megvált a postától.
Mérnöki pályafutását a MÁV kötelékében kezdte meg. Eleinte az államvasutak miskolci telepén dolgozott, majd mint főmérnököt különböző posta- és távirdaigazgatóságokhoz osztották be. 1896-ban a pozsonyi elektromos vasút igazgatójává nevezték ki. 1903—1907 között a Budapest—budafoki helyiérdekű vasút igazgatója volt. 1907-től 1914-ig a Részvénytársaság Villamos és Közlekedési Vállalatok Számára (Trust) helyettes igazgatója, 1914-től 1928-ig magánmérnöki praxist folytatott és bányavállalkozó volt. 
A fővárosi politikában 1920-tól vitt szerepet, 1926-ban a demokrata párt listáján a pesti északi kerület pótképviselője lett. 1928 és 1933 között a Budapest Székesfővárosi Közlekedési Rt. igazgatója, majd 1933 után újból mint magánmérnök működött. A Magyar Mérnöki Kamara tagja, a Gyárosok és Gyárigazgatók Klubjának választmányi tagja. Mint a székesfővárosi törvényhatósági bizottság tagja, tagja volt az Elektromos Művek igazgatóságának és a közlekedési bizottságnak. 
A villamosvasutakra vonatkozó ügyek kiváló szakértője, a közúti elektromos vasutakról írt szakmunkájával a Magyar Mérnök- és Építész-Egylet nagydíját nyerte el. Többször járt külföldön, Németországban, Franciaországban, Angliában, Olaszországban és Svájcban, ahol a villamosvasutakat és egyéb mérnöki berendezéseket tanulmányozta. Németül is beszélt. Jelentékeny irodalmi munkásságot fejtett ki, több önálló munkája jelent meg. 
Halálát combnyaktörés és szívmegbetegedés okozta 97 éves korában. Első felesége Zobel Irma Cecília, akivel 1885. október 24-én kötött házasságot Budapesten, az erzsébetvárosi plébánián. Második felesége Tordik Etelka, akivel 1919-ben kötött házasságot Budapesten.

## Műve
- A közúti elektromos vasutak berendezése és üzeme I-II. (Budapest, 1904, 1909)